# Герберт Армстронг
Герберт В. Армстронг (31 липня 1892 — 16 січня 1986) був американським євангелістом, який заснував Всесвітню церкву Бога (WCG). Бувши першим піонером радіо- та телевізійної євангелізації, Армстронг проповідував те, що, як він стверджував, було комплексним поєднанням доктрин у всій Біблії, у світлі Святого Письма Нового Заповіту, яке, на його думку, було відновленою істинною Євангелією. Неприхильники назвали ці доктрини та вчення армстронгізмом.